# Flinders (Australia)
Flinders – miasto w Australii, w stanie Wiktoria.